# John M. Charlton
Pour les articles homonymes, voir John Charlton et Charlton.
John Charlton (3 février 1829-11 février 1910) est un homme politique canadien de l'Ontario. Il est député fédéral libéral de la circonscription ontarienne de Norfolk-Nord de 1872 à 1908.

## Biographie
Né à Garbuttsville (en) dans l'État de New York, Charlton étudie à la McLaren Grammar School de Caledonia et ensuite Springville Academy. Il étudie entre autres la médecine, le droit et le discours publics. En 1894, il s'établit avec ses parents à Ayr (en) dans le canton de Dumfries en Ontario où il devient agriculteur. Il aide ensuite à l'ouverture d'une bibliothèque avant de s'établir à Lynedoch (en) où il ouvre un magasin général avec son oncle et futur beau-père, George Gray.
Par la suite, il devient gestionnaire canadien de Messieurs Smith & Westover dans la ville de Tonawanda dans l'État de New York en 1859. 
De 1856 à 1857, il siège au conseil municipal du canton de Charlotteville (en).
Élu en 1872, il est réélu en 1882, 1887, 1891, 1896 et en 1900. Ses convictions religieuses et ses idéaux l'amènent à défendre les droits des provinces et à permettre l'adoption de loi de protection pour les femmes. Après, une tournée aux États-Unis en 1897, Charlton siège au Haut-commissariat conjoint entre la Grande-Bretagne, le Canada et les États-Unis de 1898 à 1899. 
Charlton est l'auteur de "Parliamentary Recollections" et a contribué à la North American Review. Il meurt à son domicile de Lynedroch en 1910.
Son frère, William Andrew Charlton, siège comme député provincial de Norfolk-Sud de 1890 à 1904 et comme député fédéral de Norfolk de 1911 à 1921.